# Marshall Brown (cestista 1918)
Marshall Earl Brown (Whitehouse, 28 giugno 1918 – Nacogdoches, 20 agosto 2008) è stato un cestista, giocatore di baseball e allenatore di pallacanestro statunitense, professionista nella NBL.

## Carriera
Giocò per una stagione nella NBL, disputando 10 partite con 3,6 punti di media.